# Tomba di Davide

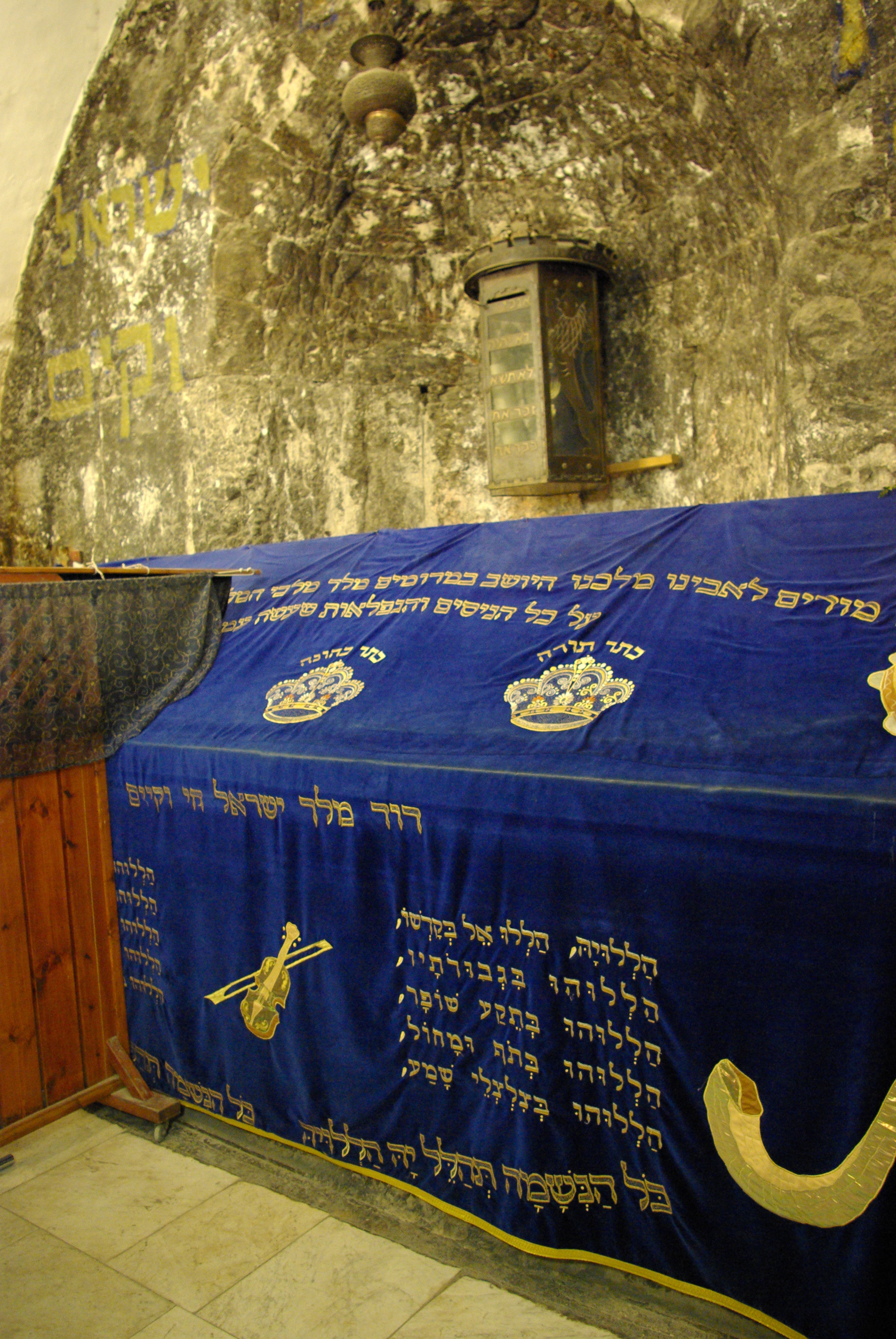
La tomba di Davide

La tomba di Davide (in ebraico קבר דוד המלך‎?) è una località vista come luogo di sepoltura di Davide, re del Regno di Giuda e Israele, fin dal XII secolo, secondo la tradizione. Essa si trova sul Monte Sion a Gerusalemme, vicino alla Basilica della Dormizione di Maria. La tomba si trova in angolo del piano terreno di quanto resta dell'antica chiesa bizantina di Hagia Zion. Un'antica tradizione bizantina, risalente al IV secolo, colloca in tale località il Cenacolo di Gesù e il luogo d'incontro dei primi cristiani. Il fabbricato fa ora parte della Diaspora Yeshiva.

## Storia
Apparentemente il luogo non venne riconosciuto come tomba di Davide fino al XII secolo. Secondo Beniamino di Tudela, che ne scrisse nel 1173, la tomba venne scoperta durante i lavori di restauro della chiesa. Il motivo per ritenerla tomba di Davide risiede nella conquista del Monte Sion, descritta nei libri di Samuele. Nel 1335 l'antica chiesa divenne un monastero francescano, ma a causa delle tensioni con il patriarca ortodosso di Costantinopoli, la residenza francescana venne chiusa.
Il monastero francescano in Gerusalemme nel XVI secolo non comprendeva l'attuale complesso della tomba di Davide. In effetti non si trattava di un monastero ma della residenza di un piccolo gruppo di frati in uno spazio sulla parte occidentale dell'attuale complesso della tomba di Davide, poiché si riteneva che fosse il luogo ove si era svolta l'Ultima Cena.
I frati solevano gettare fuori le loro immondizie verso la parte orientale del complesso che oggi è chiamato Tomba di Davide.
Lo sceriffo Ahmad Dajani, il primo a portare il nome dei Dajani, ripulì le immondizie e rinnovò il trascurato lato orientale dell'odierno complesso della Tomba di Davide negli anni 1490 e vi stabilì uno spazio per la preghiera dei musulmani. I francescani furono allontanati dal Monte dagli abitanti di Gerusalemme nel 1524. La moschea di "Ibn Dawood", titolo dato ad Ahmad Dajani dagli abitanti di Gerusalemme fu eretta per la preghiera dei musulmani sotto il patronato del sultano Solimano il Magnifico e la supervisione di al-Shareef Sheikh Ahmad bin Ali Dajani.
La proprietà del luogo fu trasferita alla famiglia palestinese al-Ashraf Dajani (discendenti dal nipote di Maometto, Hussein) con un editto di Solimano il Magnifico nel 1529. Da allora la famiglia Dajani provvede al controllo ed alla manutenzione della località e questo diede luogo alla denominazione, da parte degli abitanti di Gerusalemme, di Daoudi o Dawoodi, in riferimento al complesso della Tomba di Davide.
È impossibile accertare se si tratta del luogo della tomba originale, poiché i crociati rimossero la tomba dalla posizione originaria e la posero sotto un sarcofago di pietra appositamente costruito; il sarcofago si trova ora su un pavimento del XIV secolo.
Dopo la guerra arabo-israeliana del 1948 essa si trovò dal lato israeliano della Linea Verde. Dal 1948 al 1967 la Città Vecchia fu amministrata dalla Giordania, che ne impedì l'ingresso agli ebrei, anche a quelli che avevano il solo scopo di recarsi a pregare sui luoghi sacri di Gerusalemme. Pellegrini ebrei, provenienti oltre che dallo Stato di Israele un po' da tutto il mondo, giungevano sulla Tomba di Davide e si arrampicavano sulla sua sommità per pregarvi. Dal 1949 un rivestimento in stoffa blu, con un ornamento moderno, è stato piazzato sul sarcofago. Le immagini sul rivestimento comprendono numerosi ornamenti a forma di corona posti su rotoli di Torah ed un violino e il tessuto contiene numerosi brani di testo scritti in ebraico. Il fabbricato fa ora parte della Diaspora yeshiva.
Nel dicembre del 2012 sconosciuti distrussero completamente un gran numero di piastrelle islamiche del XVII secolo sulla tomba e l'Autorità per le Antichità decise di non ricostruirle.

## Il problema dell'autenticità
I contenuti del sarcofago non sono ancora stati oggetto di esame scientifico, per determinarne l'età, l'aspetto precedente o anche solo se all'interno vi sia o meno una salma.
L'autenticità del luogo è stata contestata su più basi. Secondo l'Antico Testamento, Davide venne sepolto nella Città di David, insieme ai suoi predecessori, ma al contrario l'Itinerarium burdigalense riferisce che l'autore scoprì che Davide era stato sepolto a Betlemme, in una cripta che conteneva anche le tombe di Ezechiele, Iesse, Salomone, Giobbe ed Asaf, i cui nomi erano incisi sui muri della tomba.
È piuttosto improbabile che la vera tomba di Davide contenga oggetti di valore: secondo lo scrittore del I secolo Flavio Giuseppe, Erode il Grande avrebbe cercato di depredare la tomba di Davide, ma avrebbe scoperto che qualcuno lo aveva già fatto prima di lui.
Le narrazioni risalenti al IV secolo dell'anonimo pellegrino di Bordeaux e di Epifanio di Salamina segnalano entrambe che vi erano ben sette sinagoghe sul Monte Sion e che verso il 330 (cioè alla fine del periodo romano ed inizio di quello bizantino) ne rimaneva solo una, ma non si fa alcuna menzione riguardo alla tomba di Davide.
Secondo il Libro di Samuele il Monte Sion era il luogo della fortezza dei Gebusei, che venne conquistata da Davide, divenendone il suo palazzo e la Città di Davide.
Esso è citato nel Libro di Isaia (60:14), in quello dei Salmi e nel Primo libro dei Maccabei (II secolo a.C. circa).
Dopo la conquista della cittadella dei Gebusiti, la collina della Città Bassa venne divisa in più parti. Quella più alta, a nord, divenne la sede del Tempio di Salomone.
Verso la fine del periodo del Primo Tempio, la città si è espansa verso ovest.
Poco prima della conquista di Gerusalemme da parte dei Romani e della distruzione del Secondo Tempio, Giuseppe Flavio descriveva il Monte Sion come una collina attraverso la valle, verso ovest. Quindi la collina ad ovest che si estende a sud della Città Vecchia venne chiamata Monte Sion, e così è stato fino da allora. Alla fine del periodo romano una sinagoga chiamata Hagiya Zion venne eretta all'ingresso della struttura denominata Tomba di Davide, probabilmente sulla credenza che Davide abbia portato qui l'Arca dell'Alleanza da Bet Shemesh e Kiryat Ye'arim prima di costruire il Tempio.
Secondo Doron Bar:

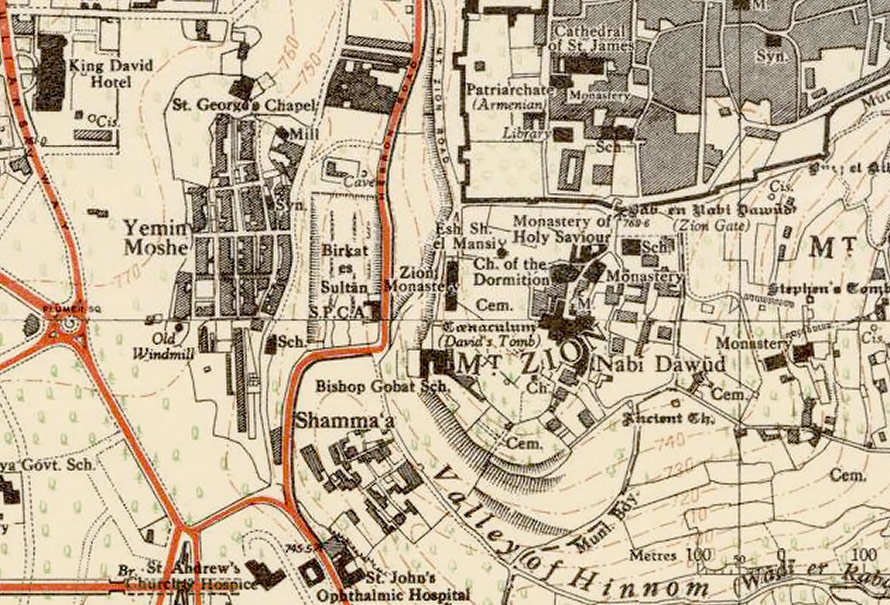
Il distretto di Monte Sion nel 1946.

Sebbene le fonti relative alla tradizione della Tomba di Davide sul Monte Sion non siano chiare, si vede che essa trae origine durante il primo periodo di occupazione musulmana. Apparentemente i cristiani hanno ereditato questa convinzione dai Musulmani, e solo ad un relativamente tardivo riconoscimento nella storia della città si convinsero parimenti anche gli Ebrei.
Il racconto del IV secolo di Epifanio nel suo Trattato dei Pesi e Misure fu uno dei primi ad associare la località con il luogo d'incontro dei primi cristiani, scrivendo che ivi stava «…la chiesa di Dio, che era piccola, ove i discepoli, quando erano tornati dopo che il Salvatore era asceso al Cielo dal Monte degli Ulivi, salirono nello spazio al piano superiore.»
Gli archeologi, dubitando della localizzazione sul Monte Sion ed in favore della narrazione biblica, hanno cercato, fin dall'inizio del XX secolo la vera tomba nell'area della Città di Davide. Comunque la Città di Davide come appare oggi potrebbe non essere quella citata nel racconto biblico di Samuele, dato che Flavio Giuseppe spiega che il Monte Sion e la Città di Davide potrebbero essere la medesima località, dato che Davide conquistò la Fortezza di Sion e la chiamò, insieme alla zona circostante, Città di Davide.
Nel 1913 Raymond Weill trovò otto tombe lavorate a sud della Città di Davide, nelle quali gli archeologi hanno di conseguenza visto un forte candidato al luogo delle sepolture dei primi re della città; Hershel Shanks, ad esempio, sostiene che la più abbellita di esse (ufficialmente etichettata T1)   si trova precisamente ove ci si aspetterebbe di trovare il luogo di sepoltura citato nella Bibbia. 
Tra coloro che concordano con le tesi accademiche ed archeologiche riguardo alla posizione sul Monte Sion, qualcuno crede che questa sia realmente la tomba di uno degli ultimi re, forse Manasse, del quale la Bibbia ebraica dice che venne sepolto nel Giardino del Re, invece che nella Città di Davide, come i suoi predecessori.